# One Tree Point
 (février 2023).
One Tree Point est un village du côté sud du mouillage de Whangārei Harbour (en) dans la région du Northland, dans l’Île du Nord de la  Nouvelle-Zélande.
Le village inclut la marina de Marsden Point Marina.

## Histoire
One Tree Point fut appelée "Single Tree Point" par le captaine Lort Stokes du navire Acheron en 1849.

## Démographie
Statistique en Nouvelle-Zélande décrivit la localité de One Tree Point comme une petite zone urbaine.
Elle couvre 2,58 km2 et a  une population estimée de 2890 résidents en juin 2022 avec une densité de population de 1120 résidents par km2.
One Tree Point est une partie du secteur plus large de la zone statistique de Marsden Point (en).

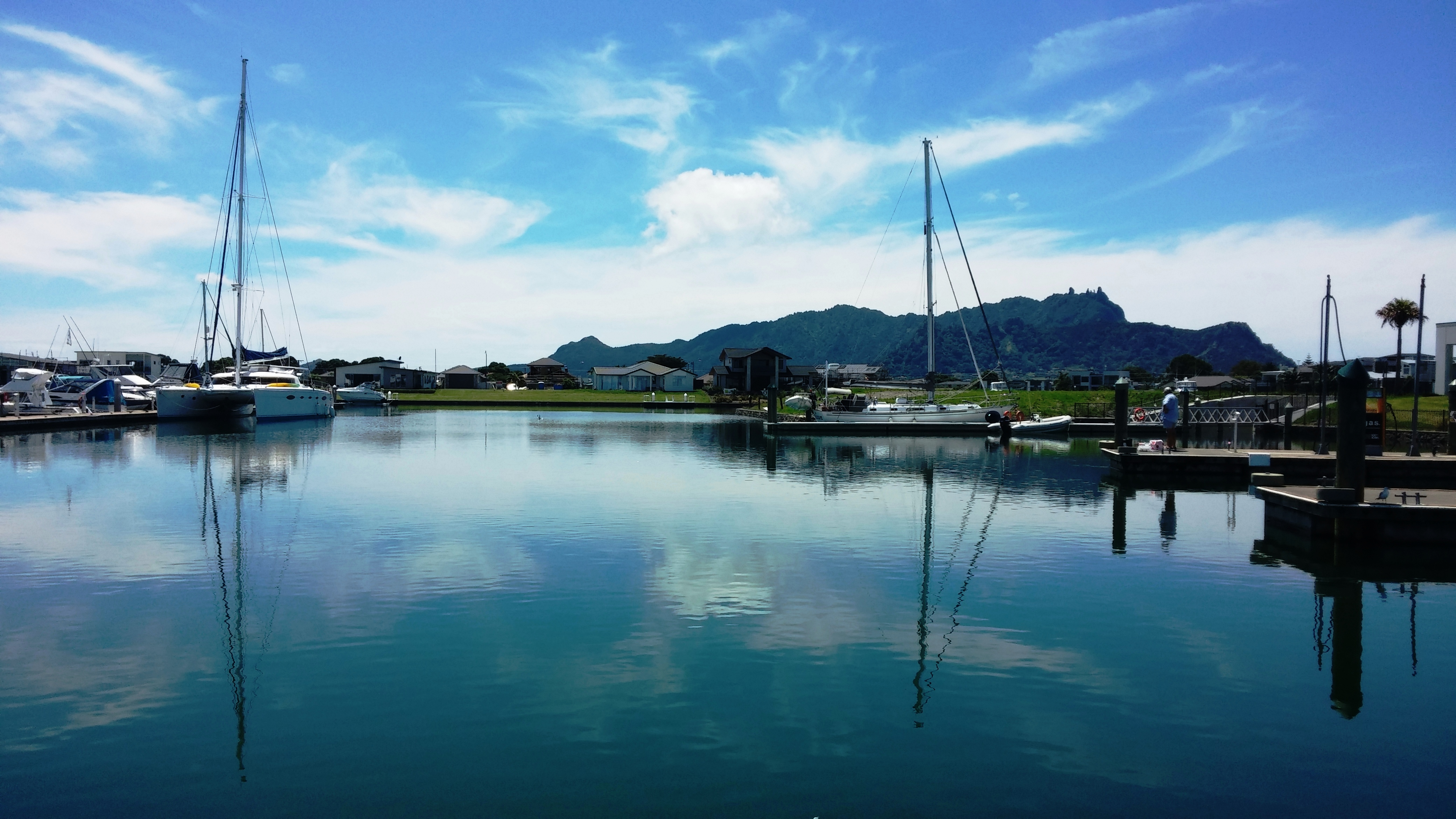
marina de Marsden Cove

La localité de One Tree Point avait une population de 2037 résidents lors du recensement de 2018 en Nouvelle-Zélande, en augmentation de 630 personnes (44,8 %) depuis le recensement de 2013, et en augmentation de 1125 personnes(123.4 %) depuis le 2006 census.
Il y a 765 logements comprenant 990 hommes et 1053 femmes, donnant un sexe-ratio de 0,94 homme pour une femme, avec 405 personnes (19,9 %) âgées de moins de 15 ans d’âge, 216 personnes(10,6 %) âgées de 15 à 29 ans, 894 personnes(43,9 %) âgées de 30 à 64 ans, et 531 personnes (26,1 %) âgées de 65 ans ou plus.
L’ethnicité était pour 86,2 % européens/Pākehās, 19,4 % Maoris, 3,1 % personnes du Pacifique, 4,1 % asiatiques, et 1,8 %d’une autre ethnicité.
Les personnes peuvent s’identifier de plus d’une ethnicité en fonction de leur parenté.
Bien que certaines personnes choisissent de ne pas répondre à  la question du recensement sur leur affiliation religieuse, 52,6 % n’ont aucune religion, 37,0 % sont chrétiens, 0,6 % sont hindouistes, 0,1 % sont musulmans, 0,4 % sont bouddhistes et 2,7 % ont une autre religion.
Parmi ceux d’au moins 15 ans d’âge, 270 personnes (16,5 %) ont une licence ou un degré supérieur et 336 personnes (20,6 %) n’ont aucune qualification formelle.
360 personnes 22,1 % gagnent plus de $70,000 comparé aux 17,2  % au niveau national.
Le statut d’emploi de ceux d’au moins 15 ans était pour 717 personnes(43,9%) un emploi à temps complet, 216 personnes (13,2%) étaient à temps partiel et 36 personnes (2,2 %) étaient sans emploi

## Éducation
L’école de One Tree Point School est une école publique, mixte, contribuant au primaire, allant de l’année 1 à 6) avec un effectif de 216 élèves en novembre 2022. L’école fut établie en 1972